# Рафаэль де Эчагуэ-и-Бермингем
Рафаэль де Эчагуэ-и-Бермингем (исп. Rafael Echagüe y Bermingham; 13 февраля 1815, Сан-Себастьян — 23 ноября 1915, Мадрид) — крупный испанский государственный и военный деятель, губернатор Пуэрто-Рико (1860—1862) и Филиппин (1862—1865), депутат Конгресса (1855—1856, 1860), сенатор (1872—1887), 1-й граф де Серальо (с 1871).

## Биография
Эчагуэ родился в Сан-Себастьяне (провинция Гипускоа, Страна Басков), Испания, 13 февраля 1815 года. Сын Хоакина Эчагуэ-и-Барберия и Марии Хосефы Бермингем Мишер. Он поступил на военную службу в возрасте восемнадцати лет, а в октябре 1833 года стал младшим лейтенантом. Его первый военный опыт был во время Первой Карлистской войны (1833—1840), во время которой он был полевым помощником генерала Леопольдо О’Доннелла. Во время войны он участвовал в многочисленных походах, некоторые из которых привели к ранениям. За свою доблесть он неоднократно повышался в должности.
После войны он был назначен в Пуэрто-Рико с июня 1841 года по октябрь 1842 года, где служил в Иберийском полку. Он вернулся в Испанию, где участвовал в кампаниях по подавлению восстаний по всей стране и служил на многочисленных военных должностях. Затем он был назначен в Марокко во время Испано-марокканской войны (1859—1860), где он возглавлял полк, который сражался с марокканцами. Именно во время этой войны он получил звание генерал-лейтенанта. После войны он был назначен в Валенсию, Испания, и в конечном итоге на Филиппины.

## Генерал-губернатор Филиппин
Он стал генерал-губернатором Филиппин 9 июля 1862 года, сменив Хосе Лемери и Ибарролу Нея. До его назначения Сальвадор Вальдес исполнял обязанности генерал-губернатора.
В 1863 году он учредил министерство колоний, а 23 января 1865 году — обычную школу. В результате он был награжден французским орденом Почетного легиона. Он приложил усилия, чтобы предотвратить напряженность между религиозными орденами.
Он также был известен своей реакцией на великие бедствия, обрушившиеся на архипелаг во время его правления. Одним из таких бедствий стало землетрясение 3 июня 1862 года, разрушившее большую часть Манилы и приведшее к гибели сотен горожан. Эчагуэ немедленно приказал отремонтировать поврежденные здания, приложил усилия, чтобы поднять настроение жителям города, и предоставил комфорт и компенсацию тем, чьи родственники погибли во время землетрясения. Другим бедствием была вспышка холеры, которая даже привела к смерти его жены. В ответ на вспышку он уменьшил свою зарплату до 15 000 песо.
В целом говорят, что администрация Эчагуэ была одной из самых эффективных и позитивных. В конце концов он ушел в отставку со своей должности в октябре 1864 года. Он официально закончил свой срок 24 марта 1865 года, когда Хоакин дель Солар и Ибаньес занял должность исполняющего обязанности генерал-губернатора.

## По истечении срока
Он вернулся в Испанию сразу после того, как закончился его срок. Там он служил на различных воинских должностях. Он также стал пожизненным сенатором в период с 1864 по 1868 год и с 1877 по 1887 год; сенатор от Пуэрто-Рико в 1872 году; и сенатор от Сан-Себастьяна (Гипускоа) в 1876 году. Он стал военным министром в 1913—1915 годах. В конце концов он умер 23 ноября 1915 года.
За свою военную карьеру он был награжден многочисленными орденами. К таким наградам относятся Орден Святого Херменегильдо, Орден Карла III, Орден Изабеллы Католической, Ордена Сан-Фернандо, а также медали за Африканскую войну и осаду Бильбао. Он даже был награжден французским орденом Почетного легиона за вклад в дело в Кохинхине.
Он также получил титул графа Серральо королевским указом от 21 марта 1871 года. 12 апреля 1876 года ему был пожалован ранг гранда Испании 1-го класса.

## Наследие
Муниципалитет Эчагуэ в провинции Исабела на острове Лусон (Филиппины) был назван в его честь.

## Семья
24 января 1843 года он женился на Марии де лас Мерседес Мендес де Виго-и-Осорио (1821—1864), дочери Сантьяго Мендеса-де-Виго-и-Гарсия Санпедро и Анны Изабеллы Осорио-и-Зайас, 6-й графини Санта-Крус-де-лос-Мануэлес, грандессы Испания. Дети:
- Мануэль Эчагуэ-и-Мендес де Виго (1843—1902), 2-й граф Серральо, генерал-лейтенант армии и генерал-капитан Валенсии. Был женат с 1873 года на Марии Антонии де ла Гандара-и-Меле Кортина (ум. 1874).
- Мария Белен Эчагуэ и Мендес де Виго (1847—1907), жена Андреса Авелино де Артеаги и Сильвы, 16-го герцога дель Инфантадо
- Рамон Эчагуэ-и-Мендес де Виго (1852—1917), 3-й граф Серральо, кавалер Большого креста ордена Сан-Херменегильдо и генерал-лейтенант армии. Женат с 1881 года на Мануэле де Урбина-и-Себальос Эскалера.
- Мерседес Эчагуэ и Мендес де Виго (1855—1927), жена Андреса Кабальеро и Мугуиро, 2-го маркиза де Сомосанчо
- Рафаэль Эчагуэ и Мендес де Виго (1856—1912).